# Maxime Pianfetti
Maxime Pianfetti (ur. 15 marca 1999 w Tarbes) – francuski szablista, srebrny medalista mistrzostw świata.
Podczas mistrzostw świata w Kairze w 2022 roku wywalczył srebrny medal w turnieju indywidualnym. W finale pokonał go Węgier Áron Szilágyi. Na rozgrywanych rok później mistrzostwach świata w Mediolanie był czwarty w zawodach drużynowych.
Zdobył również złoty medal w turnieju drużynowym na igrzyskach europejskich w Krakowie w 2023 roku.
W 2024 roku w barwach Francji wziął udział w Letnich Igrzyskach Olimpijskich 2024 w Paryżu, gdzie w rywalizacji indywidualnej szablistów w 1/32 finału przegrał 15:12 z Mitchellem Saronem.